# Дощовий садок
Дощові сади — це штучне поглиблення в рельєфі, засаджене вологолюбними багаторічними рослинами, які завдяки особливостям кореневої системи збирають та затримують опадову воду з території. 
Створення дощових садків є однією із практик призначених  для очищення забруднених зливових стоків. Такі конструкції - це також чудовий метод для повторного використання та оптимізації дощової води, зменшуючи чи уникаючи необхідність додаткової іригації. Рослинна композиція  дощових садків складається водночас з вологолюбних і витривалих до посухи видів, які після приживання не потребують особливого догляду.    
Корисні функції та переваги дощових садів
- Поглинання, затримання та фільтрування до 90% води. Зниження рівня підтоплення території під час злив та живлення назбираною водою рослин у період посухи
- Очищення та зволоження повітря завдяки рослинам
- Економія коштів міського бюджету, що витрачаються на обслуговування системи каналізацій та очищення води на очисних(очищувальних) спорудах.
- Зменшення споживання енергії за рахунок пониження навантаження на звичайну зливову інфраструктуру.
- Забезпечення локальної боротьби з повенями
- Естетичність конструкції
- Поєднання будівель та довкілля інтегрованими та екологічно вигідними способами

## Історія
Дощові сади для побутового використання були розроблені в 1990 році в графстві Принс - Джордж, штат Меріленд, коли у Діка Брінкера, забудовника, що будував новий житловий район, виникла ідея, як краще замінити звичний для Америки та Канади, так званий, BMP (best management practices проти забрудення водойм) на зону біоретенції. З цією ідеєю він звернувся до Ларрі Коффмана, інженера з охорони довкілля та помічника директора округу з питань Програм та Планування у Департаменті екологічних ресурсів. Результатом стало широке використання дощових садів у Сомерсеті ( житловому підрозділі, який має 28-67 метрів квадратних ) на території кожного будинку.  Ця система виявилася високоефективною. Замість системи бордюрів, тротуарів та канав, яка коштувала б майже 400 000 доларів, встановлені дренажні канали коштували 100 000 доларів.  Це також було набагато вигідніше, ніж будівництво вищевказаних ставків BMP. Моніторинг, проведений у наступних роках, показав, що дощові сади призвели до зменшення стоку дощових вод на 75–80% під час регулярних опадів. 

## Створення дощових садів

### Відеоінструкція створення дощового садка у ґрунті від громадської організації "Плато"
YouTube: https://www.youtube.com/watch?v=3Bvn2iFq4Ms&t=2s [Архівовано 20 січня 2022 у Wayback Machine.]
Інші корисні посилання:
1. У Львові облаштували перший громадський дощовий садок [Архівовано 15 червня 2021 у Wayback Machine.] ГО "Плато"
2. Дощовий садок: природоорієнтована дренажна система на Подолі [Архівовано 10 травня 2021 у Wayback Machine.] Команда «Міського сафарі»
3. Візуалізація поперечного розрізу дренажної системи дощового садка [Архівовано 26 січня 2021 у Wayback Machine.] від ГО “Плато”

Чимало закордонних практик, що стосуються облаштування дощових садків можна знайти у відкритому доступі в мережі Інтернет за пошуковими назвами “rain garden” та “ogrod deszczowy”

## Приклади дощових садів у світі

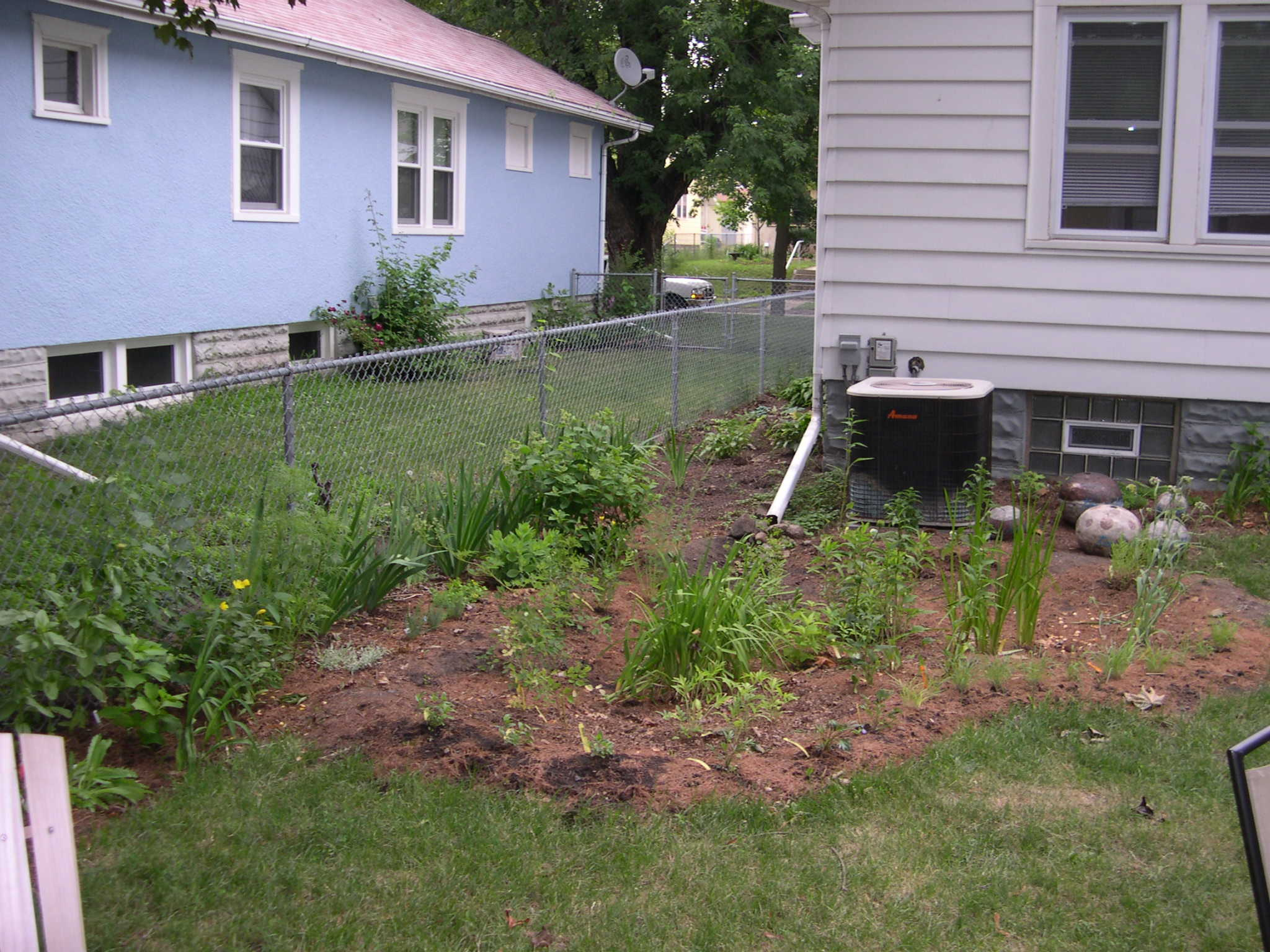
Нещодавно висаджений домашній дощовий сад

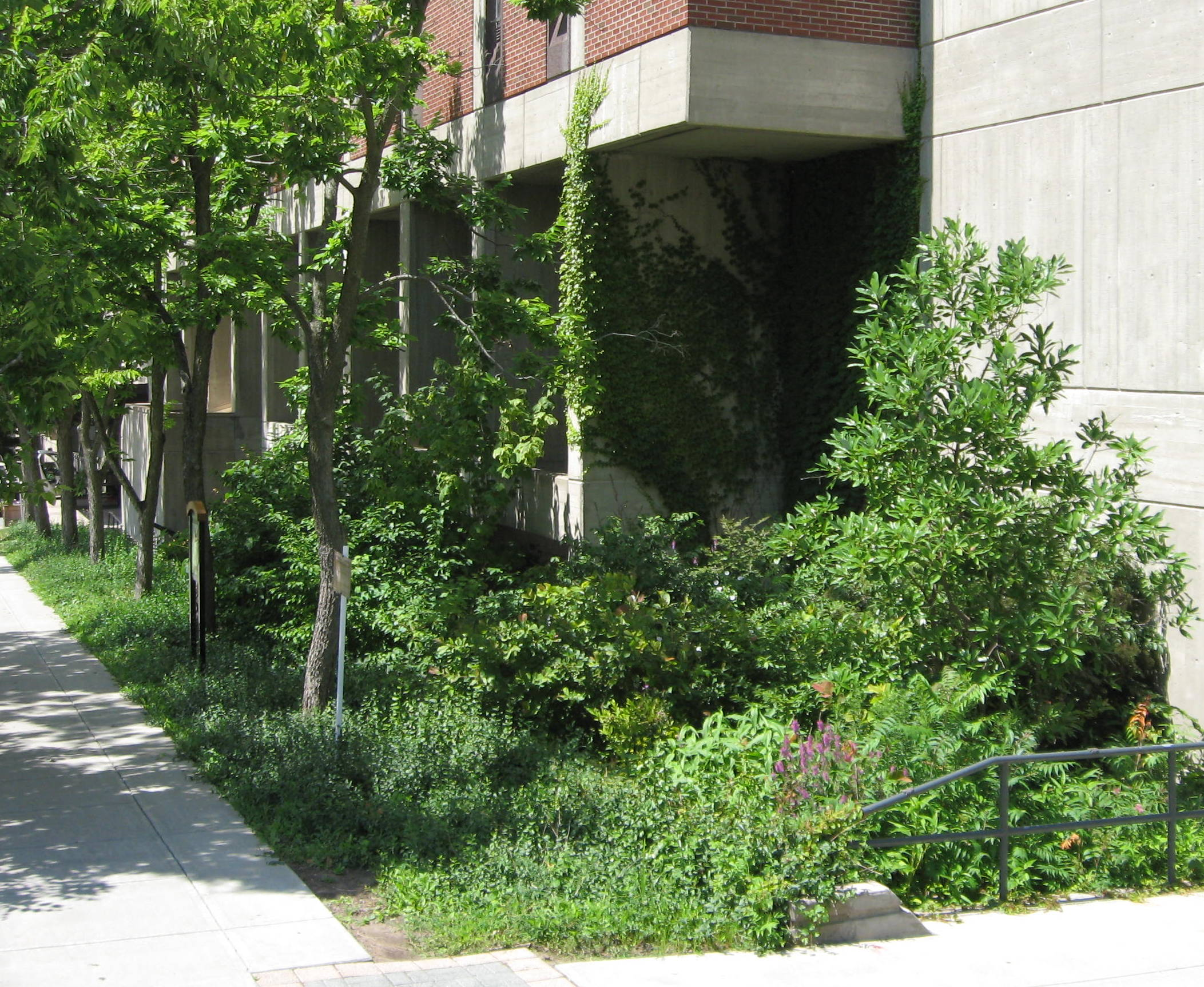
Дощовий сад, SUNY College of Environmental Science and Forestry, Сіракузи, Нью-Йорк

- Дощовий сад в Шанхаї, Китай: Rain Gardens in Xuhui Runway Park [Архівовано 3 березня 2021 у Wayback Machine.]
- Дощовий сад в Портленді,США: SE Ankeny Green Street [Архівовано 28 лютого 2021 у Wayback Machine.]
- Дощовий сад в Лондоні, Англія: The John Lewis Rain Garden [Архівовано 1 травня 2020 у Wayback Machine.]

## Зовнішні посилання
- Rain garden case study, Burnsville, MN (USA). 2004. Land & Water: 48(5).
- Water at the Grass Roots A brief introduction to Low Impact Development[en] and rain gardens
- Creating a Rain Garden [Архівовано 11 жовтня 2021 у Wayback Machine.] Details for construction of a rain garden with a link to a long plant list from Brooklyn Botanical Garden]
- Rain Garden Network - Local Solutions to Local Stormwater Issues [Архівовано 14 квітня 2021 у Wayback Machine.] — Chicago, Illinois, United States
- Stormwater Tender project [Архівовано 28 травня 2015 у Wayback Machine.] — Little Stringybark Creek, Victoria, Australia
- Rain Garden Design Templates for the Chesapeake Bay Watershed
- Wisconsin Department of Natural Resources — Rain Gardens [Архівовано 2 травня 2020 у Wayback Machine.]
- Healthy Waterways Raingardens Program — Melbourne, Victoria, Australia [Архівовано 12 вересня 2017 у Wayback Machine.]
- UK Rain Garden Guide [Архівовано 10 квітня 2021 у Wayback Machine.]